# Hrabstwo Loup

Piramida wieku hrabstwa

Hrabstwo Loup (ang. Logan County) – hrabstwo w stanie Nebraska w Stanach Zjednoczonych. W roku 2010 liczba mieszkańców wyniosła 712. Stolicą i największym miastem jest Taylor.

## Geografia
Całkowita powierzchnia wynosi 1479 km² z czego woda stanowi 2,6 km² (0,23%) .

### Wioski
- Taylor